# Скуни Пен
Џејмс „Скуни“ Пен (енгл. James "Scoonie" Penn; Бруклин, 9. јануар 1977) је бивши амерички кошаркаш који је играо на позицији плејмејкера. Пен је играо у Црвеној звезди и сматра се једним од најбољих странаца који су играли за наше клубове. Уз Обину Екезијеа, представљао је најбољи тандем странаца који је Црвена звезда икад имала. Осим сјајног шута, одликовао га је брз и незаустављив улаз.

## Каријера

### Средња школа
Сан о игрању Америчког фудбала нестао је оног тренутка када је кренуло дружење са кошаркашком лоптом. У средњој школи два пута је био играч године, имао је импресивне бројке, 30 поена, 5 скокова, 7 асистенција и 4 украдене лопте у сезони када је био сениор, а његов Салем дошао до 23:0. Власник је рекорда школе са 2,189 поена, али и по броју поена на једној утакмици, 53.

### Колеџ
Након завршене средње школе, Пен одлази на Бостон колеџ (1995-1997), а потом прелази на Охајо универзитет (1998-2000). Са Охајом је учествовао и на финалном турниру НЦАА, нешто што сваки кошаркаш из САД-а сања. Више пута је биран у најбољи тим, проглашен је и за најбољег младог играча, са Бостон колеџом је освојио турнир „Биг ист“… Занимљиво је да је тада Скуни имао и прве додире са српском кошарком. На Охају су тада играла и два Србина, Бобан Савовић и Оцокољић који су Скунију испричали део историје српске кошарке. Велико пријатељство гајио је са Мајкл Редом, дугогодишњим играчем Милвоки бакса и убојитим шутером, власником олимпијског злата и Ол-стар играчем. Њих двојица су те године готово сами одвели Охајо до Фајнал-фора. Пен је доста пута истицао како се током лета нађу и играју кошарку заједно у Колумбусу. Пен је у две сезоне на Охају имао 16,3 поена по утакмици, док је Ред имао преко 20 поена. Своју најбољу утакмицу одиграо је 15. фебруара 2000. године, када је шампиону Мичиген Стејту убацио 30 поена.

### Драфт
Дошао је драфт, 2000. године. Прво место заузео је Кењон Мартин, а чак се ни Хидо Туркоглу није прогурао у првих 10. Скуни Пен и Мајкл Ред изабрани су у другој рунди, први од стране Атланта хокса, други од Милвоки бакса. Ред је направио велику каријеру, доминирао је дуго паркетима НБА, док се Скуни није снашао па је своју срећу потражио у Европи.

### Европа
Први сусрет са кошарком у Европи, Пен је имао у Италији. Први клуб био је Трст, а потом Рома. Велику каријеру у Европи наговестио је већ на старту, када је у уводне две утакмице убацио по 15 поена.
После отказа који је добио у јануару 2002. године, Пен одлази у НБДЛ (развојну лигу), где ће одиграти 28 утакмица до краја сезоне на којима бележи скоро 10 поена и 5 асистенција на утакмици.

#### Црвена звезда
Лета 2002. кошаркашима Црвене звезде на припремама су се прикључили Тајрон Вошингтон и Скуни Пен, жељан новог доказивања у Европи. У Јадранској лиги је имао просек од скоро 16 поена и четири асистенције, а најбољу партију пружио је у победи Звезде на гостовању Макабију, где је постигао 33 поена уз осам асистенција. Одличне партије је пружао и у првенству међутим, умор проузрокован паралелним играњем Јадранске лиге и домаћег првенства, учинио је своје па је при крају првенства и у плеј-офу генерално играо испод свог нивоа, окончавши сезону без трофеја (полуфинале Јадранске лиге и плејофа домаћег првенства).

### Европа - наставак
Након Црвене звезде наступао је за Цибону. Доста добро снашао се и у Загребу, бележио је 13,8 поена по утакмици и генерално играо добро. Скуни Пен након првог мандата у Цибони отишао је у Македоникос, а затим и у Скаволини где је напросто експлодирао. У Евролиги имао је 12,8 поена и 4 асистенције по утакмици, док је у домаћем шампионату бележио 15,1 поен и скоро 3 асистенције по мечу. У другом мандату у Цибони 2005. био је једнако успешан, да би наредне године обукао дрес Олимпијакоса. У Евролиги постизао је 12 поена по мечу, а одличну партију пружио је против Партизана у „Пиониру“ када је Олимпијакос славио 92:84. Скуни Пен је тада постигао 27 поена и остварио укупан индекс 35, да би после утакмице изјавио да је имао и мотив више против „љутог ривала“ и да је ово на неки начин његова освета Партизану. У истој сезони, али нешто раније, у групној фази, Скуни је имао још две бриљанте партије. Против Ле Мана постигао је 26 поена и остварио индекс 31, а Рајн Енерџију је убацио 22 поена уз 6 асистенција за индекс 34. Олимпијакос је те године испао у четврфиналу од Таукерамике.
На крају сезоне Пен одлази у турски Ефес Пилсен где наставља са феноменалним партијама. Најбољу партију у такмичењу по групама пружио је против Макабија када је убацио 30 поена уз 6 скокова и 3 асистенције за укупан индекс корисности 38. Нешто касније у ТОП 16 фази опет је победио Партизан убацивши им 33 поена (7/10 за три), али је ипак све то било недовољно да Ефес настави такмичење у завршници Евролиге. Потом одлази у Кијев, где је провео већи део сезоне и где се солидно снашао тада већ ветеран Скуни Пен. Сезону завршава у Виртус Болоњи да би после Нове године поново дошао у Олимпијакос. Већ ветеран, Пен је имао нешто другачију улогу него у првом мандату, али је ипак својим искуством доста помагао тиму из Пиреја. Те године, Олимпијакос је играо и финале Евролиге, али је поражен од Барселоне врло лако у финалу. На крају је своју последњу сезону одиграо у другој лиги Италије, бранећи боје екипе Прима Вероли.